# Zwartteugelgors
De zwartteugelgors (Xenospingus concolor) is een zangvogel uit de familie Thraupidae (tangaren).

## Verspreiding en leefgebied
Deze soort komt voor van westelijk Peru in de provincies Moquegua, Lima, Ica en Arequipa en in Noord-Chili in de provincies Tarapacá en Antofagasta.